# Півсухожилковий м'яз
Півсухожилковий м'яз (т.semitendinosus) довгий і плоский, розташований присередньо у задньому відділі стегна. Збоку цей м'яз межує із двоголовим м'язом стегна, а присередньо - з півперетинчастим м'язом. Проксимальна частина півсухожилкового м'яза покрита великим сідничним м'язом. Іноді приблизно на середині стегна півсухожилковий м'яз має сухожилкову переділку. На рівні середньої третини стегна м'яз переходить у довгий сухожилок.
Початок: від верхиьоприсередньої поверхні сідничого горба і крижово-горбової зв'язки.
Прикріплення: сухожилок м'яза огинає позаду присередній надвиросток стегнової кістки і прикріплюється до присередньої частини горбистості великогомілкової кістки, а також до фасції гомілки, беручи участь в утворенні поверхневої гусячої лапки (pes anserinus superficialis).
Функція: розгинає стегно в кульшовому суглобі і згинає гомілку в колінному суглобі; обертає досередини зігнуту в колінному суглобі гомілку.
Кровопостачання: пронизні артерії, що є гілками глибокої стегнової артерії.
Іннервація: великогомілковий нерв (L4-S2).